# Кожеста костенурка
Кожестата костенурка (Dermochelys coriacea) е единственият оцелял до наши дни представител на семейството на кожестите костенурки, като същевременно е и най-голямата от всички други съвременни костенурки.

## Външен вид
Окраската е кафява до черна. Карапакса е силно удължен със сърцевидна форма. При този вид костенурка няма рогови щитчета, а черупката е изцяло покрита с набраздена, твърда кожа. Самият карапакс се съединява с пластрона плавно, а не както при останалите костенурки – под остър ъгъл. Това придава до известна степен цилиндрична форма на целия панцир. Пластронът е кремав до бял с пет надлъжни издатини. Главата и шията са черни или тъмно кафяви, набраздени от бели до жълти петънца. Шията е къса, но не може напълно да бъде прибирана под карапакса. Четирите крайници са видоизменени в плавници, не притежават нокти, черни са на цвят с бели петна.

## Анатомични особености
Костите и роговите плочки, изграждащи панцира са напълно изчезнали, с изключение на тилната кост и тези на самия край на пластрона. Тяхната функция се изпълнява мозайка от съединително-тъканни плочки, обгърнати от здрава кожа. Най-голямата от тези многоъгълни плочки, формира седем издадени надлъжни кила, разделящи карапаса на осем секции. Тилната кост е сраснала с невралната дъга на 8-и шиен прешлен. Липсва ентопластрон, но съединително-тъканните плочки, са хомоложни на епипластронните, хиопластронните, хипопластронните и хифипластронните кости.Черепният покрив е цялостен. Вомерът (алт. ралник) достига до премаксилите, разделя ноздрите и небцето, а в задната му част са разположени хоаните.

## Физически характеристики
На дължина карапакса обикновено е около 2m, а теглото на кожестата костенурка най-често е между 295 и 544kg. Рекордната документирана стойност за дължината е 274cm, а за теглото – 914kg. Предните плавници в сравнение с другите морски костенурки са най-големите, както отчетено пропорционално на тялото, така и по абсолютен размер. Размахът им при възрастните екземпляри достига до 270cm.

## Местообитание
Костенурката е пелагична, но понякога навлиза в бавни течения на заливи и естуарите на реките. Повечето от основните и места за яйцеполагане, поделя с някои от останалите морски костенурки. Уникална е с това, че за разлика от други видове е способна да оцелява в студените води на Аляска, Лабрадор и Исландия. Има данни, че кожестата костенурка, може да поддържа температура на тялото до 18 °C по-висока от тази на водата. Една от хипотезите за описване на това явление е, задържането на топлина от мускулно съкращение. Други изследвания показват наличието на допълнителна циркулаторна система в предните и задните крайници, която поддържа частична хомотермия. Възможно е и задържането на телесна топлина, в резултат на наличието на дебел слой подкожна мастна тъкан.

## Разпространение
Водите на Атлантическия, Тихия и Индийския океан от Лабрадор, Исландия, Британските острови, Норвегия и Аляска до Аржентина, Чили, Австралия и нос Добра надежда. Навлиза също и в Средиземно море. Наблюдават се ежегодни миграции от Карибско море до атлантическото крайбрежие на Обединеното кралство, следвайки Гълфстрийм.

## Начин на живот и хранене
Кожестата костенурка е всеядна, но има известни предпочитания към медузи. Това може да обясни и миграциите на север, стриктно следващи оттеглянето на колониите от медузи. Още една особеност определяща предпочитанието към медузи е, че челюстите са сравнително слаби и с тяхна помощ трудно се разкъсват по-масивни животни. Въпреки това в менюто на кожестата костенурка попадат и морски таралежи, сепии, ракообразни, мекотели, туникати, риби, синьо-зелени водорасли и плаващи зелени водорасли. Описвани са случаи на гмуркане до 1km в търсене на храна. В стомасите на мъртви кожести костенурки са намирани и пластмасови остатъци, като се счита, че това са погрешно погълнати отпадъци, заради приликата им с плаващи медузи.

## Размножаване
Копулацията се предполага, че става във водата в близост до местата на гнездене. Отлагането на яйцата на Атлантическия подвид става от април до ноември. Описани са места за яйцеполагане в западната част на ареала в Тексас, Флорида, Ямайка, Невис, Барбадос, Тортола, Тринидад, Тобаго, Венецуела, Френска Гвиана, Суринам, Колумбия, Коста Рика, Никарагуа, а в източната – от Либер, Бряг на слоновата кости Ангола
Тихоокеанския подвид отлага яйцата си неколкократно в годината. Местата за това са от Южна Африка, Натал, Цейлон, Индия, Тенесерим, Тайланд, Малайзия, Индонезия, Борнео, Нова Гвинея, Австралия, Мексико и Коста Рика. Яйцеполагането е от 3 до 6 пъти в годината, като женската излиза на сушата нощем.
Гнездото се изкопава в песъчлива почва с помощта на задните крайници. Дълбочината му е до 100cm. В него женската отлага от 50 до 170 яйца, но голям процент от тях са без жълтък. Нормалните яйца са бели, меки и сферични, с диаметър от 49 до 65mm. Абнормалните са малки, елипсовидни и не надминават 45mm. Инкубацията на яйцата трае от 53 до 74 дена. Малките са тъмнокафяви или черни на цвят, с бяло или жълто оцветени краища на плавниците и гръбни килове. Кожата им е покрита с малки рогови плочки, а на опашката имат кил. Постепенно опашният кил и роговите плочки изчезват. Размерът на новоизлюпените е между 56 и 63mm.

## Подвидове
Описани са два подвида:
- Dermochelys coriacea coriacea (Linnaeus, 1766) се среща в Атлантическия океан, Мексиканския залив и Карибско море, от Нюфаундленд до Великобригтания и южно до Аржентина и нос Добра надежда[2]. Това е подвида, който навлиза и в Средиземно море. Отличава се с по-дългите си предни крайници, в сравнение с дължина на тялото, къса глава и по-тъмна окраска с по-малко петна на гърба, долната челюст и гърлото[2].
- Dermochelys coriacea schlegelii (Garman, 1884) обитава Тихия и Индийския океани, от Британска Колумбия до Чили, западно до Япония и източно до Африка[2]. Притежава по-къси крайници, по-дълга глава и е с по-светла окраска с петна върху гърба, долната челюст и гърлото[2].

Подвидовете са сравнително слабо диференцирани.

## Природозащитен статут
Кожестата костенурка е със статут на застрашен от изчезване вид в САЩ и Канада.
Възрастните костенурки са големи животни и не са обект на атака от страна на хищници. Яйцата и новоизлюпените, обаче са храна за множество хищници, като например птици и кучета. Това е причината за относително малкия брой на оцелели и полово зрели животни.
Човешката дейност е друг фактор застрашаващ оцеляването на вида. Така например, въпреки че е забранено в редица страни събирането на яйца е широко разпространено – например в Пуерто Рико. Развитието на плажните ивици в курортни комплекси нарушава процеса на яйцеполагане, а е и причина за дезориентация на новоизлюпените вследствие на шума и светлините.
Проблем за възрастните екземпляри в открити води са рибарските мрежи, замърсяването и дори лова на кожести костенурки.